# Marián Masný
Marián Masný (né le 13 août 1950 à Rybany en Tchécoslovaquie) est un footballeur tchécoslovaque, aujourd'hui entraîneur slovaque.
Masný faisait partie en tant que milieu de terrain de l'équipe de Tchécoslovaquie qui a remporté le championnat d'Europe des nations 1976 en battant en finale aux tirs au but la RFA.

## Clubs
- Bánovce nad Bebravou (1967-1969)
- Dukla Banska Bystrica (1969-1971)
- Slovan Bratislava (1971-1983)
- SC Neusiedl am See (1983)
- TJ ZŤS Petržalka (1984-1985)
- FC Mönchhof (1985-1986)

## Équipe nationale
- 75 sélections et 18 buts entre 1974 et 1982
- Vainqueur du championnat d'Europe des nations 1976
- 3ème du championnat d'Europe des nations 1980
- Participation à la coupe du monde 1982